# Governo da Ucrânia
O Governo da Ucrânia, oficialmente o Gabinete de Ministros da Ucrânia (em ucraniano:  Кабінет Міністрів України, transl. Kabinet Ministriv Ukrayiny; CabMin), é o mais alto órgão do poder executivo estatal na Ucrânia. Como o Gabinete de Ministros da RSS da Ucrânia, foi formado em 18 de abril de 1991, pela Lei da RSS da Ucrânia No. 980-XII. Vitold Fokin foi aprovado como o primeiro Primeiro-Ministro da Ucrânia.
O gabinete é um órgão colegiado composto pelo "presidium" do gabinete, composto pelo primeiro-ministro da Ucrânia e seus vice-primeiros-ministros, bem como outros ministros que participam e votam nas sessões do gabinete. O primeiro-ministro preside o gabinete. Alguns vice-primeiros-ministros podem ser nomeados primeiros vice-primeiros-ministros. Diferentemente do período soviético do governo, quando o presidium era de fato uma instituição funcional, o atual presidium do governo é nominal e os vice-primeiros-ministros não têm muita vantagem sobre os outros ministros. Todas as decisões do governo são votadas e adotadas nas sessões do gabinete apenas por ministros ou chefes de gabinetes centrais de autoridade executiva com status ministerial. A Secretaria do Gabinete de Ministros garante as operações do gabinete, enquanto a Agência Nacional da Ucrânia para o Serviço Público fornece recursos humanos para funcionários do governo.
A unidade básica da administração governamental na Ucrânia é um escritório central de autoridade executiva (escritório executivo central), que pode receber status ministerial. Cada um desses escritórios centrais de autoridade executiva é presidido por seu chefe (holova). Muitos escritórios centrais de autoridade executiva sem status ministerial podem fazer parte de um ministério do governo, enquanto outros funcionam separadamente ou apoiam o Presidente da Ucrânia ou a Verkhovna Rada (parlamento). Os escritórios centrais da autoridade executiva sem status ministerial são designados como serviços, agências ou inspeções. Escritórios centrais selecionados da autoridade executiva recebem um "status especial". Apenas alguns poucos escritórios executivos centrais são designados como fundos, comitês ou outros.
O atual Gabinete de Ministros da Ucrânia é o Governo Shmyhal, formado em 4 de março de 2020, liderado por Denys Shmyhal.

## Escopo
O número de ministérios no gabinete mudou ao longo do tempo; alguns ministérios foram extintos, outros foram combinados com outros ou rebaixados a comitês ou agências estaduais. Cada ministério é responsável por outros subdepartamentos do governo. Existem três tipos básicos de subdepartamentos governamentais conhecidos como "escritórios centrais (órgãos) de autoridade executiva": serviços, agências e inspeções. Além dos subdepartamentos básicos do governo, também existem outros subdepartamentos do governo aos quais foi concedido um status especial. Entre esses subdepartamentos, há vários comitês governamentais, comissões governamentais, fundos governamentais e outras instituições. Subdepartamentos podem ser elevados ao status ministerial por sua reorganização e, vice-versa, ministérios governamentais podem ser rebaixados a subdepartamentos (por exemplo, o Ministério de Emergências foi rebaixado a um subdepartamento do Ministério de Assuntos Internos).
O Gabinete é responsável perante o Presidente da Ucrânia e está sob o controle e é responsabilizado pela Verkhovna Rada . O Gabinete é composto pelo Primeiro-Ministro, pelo Primeiro Vice-Primeiro-Ministro, por três Vice-Primeiros-Ministros e por outros Ministros, que chefiam os Ministérios (departamentos) que lhes são atribuídos. Houve também, em certa época, um instituto de "ministérios de Estado", instituto que foi extinto em 25 de fevereiro de 1992 pelo Decreto Presidencial (#98). O Secretariado do Gabinete de Ministros (ou Ministro do Gabinete de Ministros) apoia o funcionamento eficaz do governo. Parte estrutural do secretariado também é o gabinete do Primeiro-Ministro da Ucrânia.

### Relações Públicas
Partes das reuniões do Gabinete são transmitidas ao vivo pela TV ucraniana.
Desde agosto de 2016, os ucranianos podem assinar e enviar petições eletrônicas ao Gabinete de Ministros da Ucrânia "para (ajudar) na formação das prioridades da política estatal e na tomada de decisões de gestão". Para ser considerada, a petição deve obter pelo menos 25.000 votos três meses após a data da publicação.

### Reformas e “otimizações”
Segundo Oleksandr Zapadynchuk, o processo de estabelecimento de um sistema administrativo numa Ucrânia já independente começou na primavera de 1991, quando foi criado o Gabinete de Ministros da Ucrânia (em substituição do Conselho de Ministros da RSS da Ucrânia), com a nomeação de novos membros do governo, bem como a formação de um novo gabinete governamental. Até à adaptação da Constituição da Ucrânia em 1996, o governo da Ucrânia era regido pela Constituição da Ucrânia de 1978 (a RSS da Ucrânia). Além disso, a Constituição de 1978 determinou que o Presidente da Ucrânia (um cargo criado em 1991) é um chefe de Estado e um chefe de governo (poder executivo) (Artigo 114-1). Ao mesmo tempo, o governo chefiado pelo Primeiro-Ministro permaneceu de facto independente e separado do Presidente, uma instituição estatal que tinha de funcionar regida pelo seu próprio programa.

## Deveres e autoridade

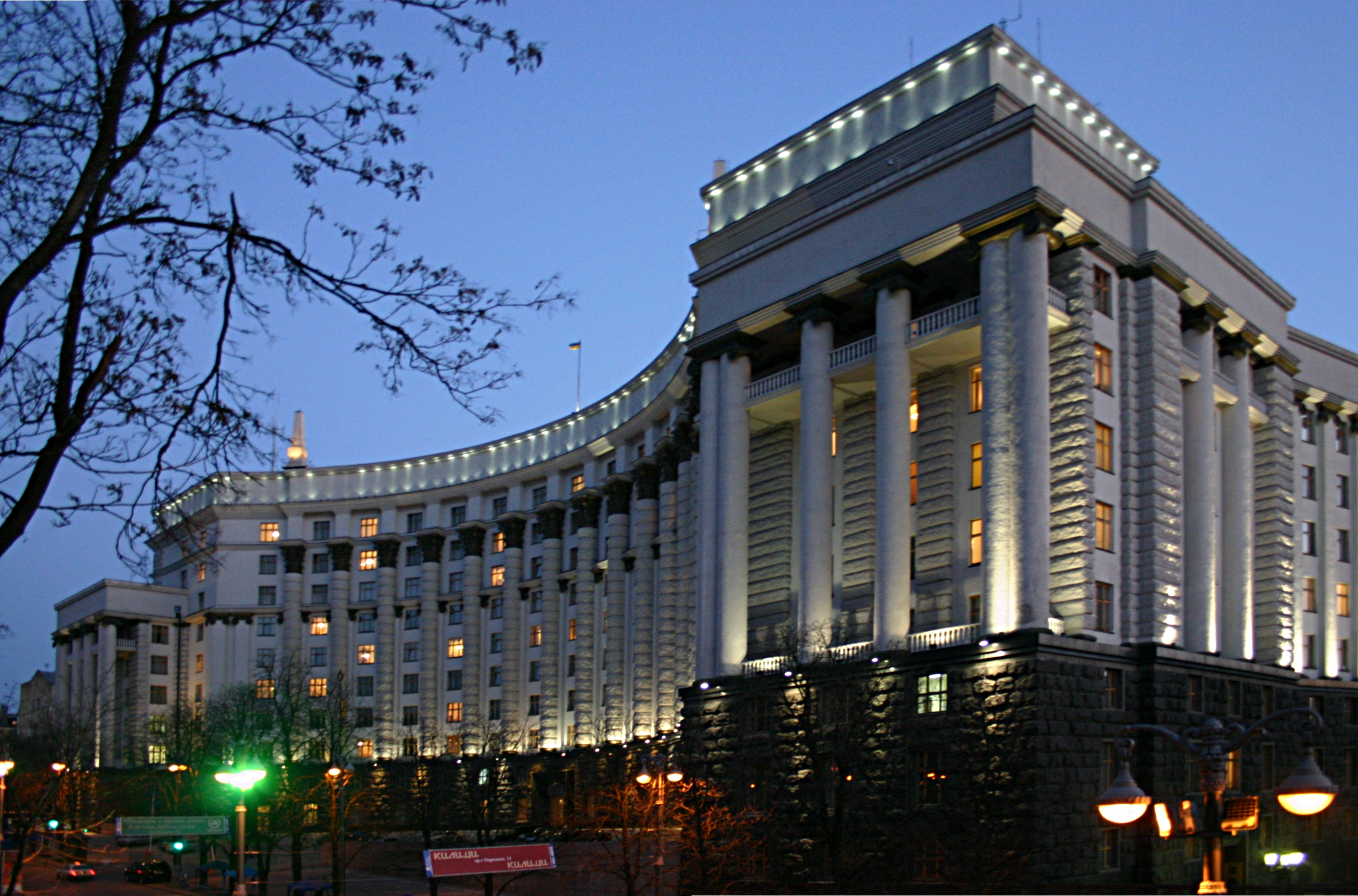
Prédio do Governo, 12/2, Rua Hrushevsky, Kiev.

Os deveres do Gabinete de Ministros estão descritos no Artigo 116 da Constituição da Ucrânia. Os membros do governo (gabinete) são cidadãos da Ucrânia, que têm direito a voto, educação superior e falam a língua oficial - oucraniano. Os membros do governo não podem ter contra eles um julgamento que não tenha sido extinto e retirado na ordem legal estabelecida. Os membros do Gabinete e os principais funcionários dos órgãos centrais e locais do poder executivo não podem combinar sua atividade oficial com outro trabalho, exceto ensino, atividade acadêmica e criativa fora do horário de trabalho, e/ou ser membros de um órgão administrativo ou conselho de supervisores de uma empresa que tenha como objetivo obter lucro. Caso um Deputado do Povo da Ucrânia seja nomeado para o Gabinete de Ministros da Ucrânia, ele renuncia ao cargo de membro do parlamento e sua carta de renúncia é revisada imediatamente na próxima sessão da Verkhovna Rada.
Nas sessões do Gabinete, o Presidente da Ucrânia ou seu representante pode participar. Durante as sessões plenárias da Verkhovna Rada, os Deputados Populares da Ucrânia têm o Período de Perguntas ao Governo, durante o qual todo o Gabinete participa e responde a todas as perguntas dos membros da Verkhovna Rada.
Autoridade
O Gabinete emite resoluções e ordens que são obrigatórias para execução. Os atos jurídicos normativos do Gabinete, ministérios e outros órgãos centrais do poder executivo estão sujeitos a registro. A falta de registro invalida o ato. (ver Artigo 117) O Gabinete também possui o poder de iniciativa legislativa e pode apresentar seus próprios projetos de lei à Verkhovna Rada. Os membros do Gabinete e vice-ministros podem estar presentes nas sessões do parlamento e participar das discussões. Todos os anos, até 15 de setembro, o Gabinete apresenta um projeto de lei sobre o Orçamento do Estado da Ucrânia à Verkhovna Rada.
As sessões do Gabinete são consideradas plenipotenciárias se mais da metade dos membros do Gabinete participarem delas. Caso um ministro não possa participar das sessões, ele poderá ser substituído por um deputado com capacidade consultiva. Por proposta de outros membros do Gabinete, poderá ser concedida capacidade consultiva a outros participantes que compareceram às sessões do Gabinete. As sessões são presididas pelo Primeiro-Ministro da Ucrânia e, na sua ausência, pelo Primeiro Vice-Primeiro-Ministro.
As decisões do Gabinete são adotadas pela maioria dos membros do Gabinete. Em caso de igualdade de votos, o voto do Primeiro-Ministro é considerado decisivo.
Os chefes de governo regionais (incluindo o representante presidencial da Ucrânia na Crimeia ) são nomeados pelo Presidente da Ucrânia mediante proposta do Gabinete de Ministros para o mandato do Chefe de Estado. 

## Nomeação e demissão
A Verkhovna Rada tem cinco dias para aprovar o Primeiro-Ministro após o Presidente propor um candidato. É necessária uma votação no Parlamento para aprovar ou demitir qualquer ministro do governo. O Presidente ou um terço dos membros do parlamento podem iniciar um voto de censura, mas apenas uma vez numa sessão parlamentar.
Todo o Gabinete tem de ser demitido após a demissão do Primeiro-Ministro. Mas a demissão de um Gabinete não pode ser considerada no prazo de um ano após a aprovação do programa de actividades pelo Gabinete, o que significa que uma demissão do Gabinete não pode ser feita no seu primeiro ano de existência.
O Presidente pode ordenar que o Gabinete exerça as suas funções durante um período máximo de 60 dias, até que um novo Gabinete comece a trabalhar.
A composição do Gabinete é determinada pelo Parlamento da Ucrânia mediante petição do Primeiro-Ministro (com exceção do Ministro da Defesa e do Ministro das Relações Exteriores, cujos candidatos são propostos pelo Presidente). A legislação sobre Trabalho e Serviço Público não abrange regulamentações dos membros do Gabinete. Os cargos do Gabinete de Ministros são políticos e regulados pela Constituição da Ucrânia e pela Lei da Ucrânia sobre o Gabinete de Ministros da Ucrânia.
A Verkhovna Rada extingue os poderes dos membros do parlamento nomeados para o Gabinete de Ministros.

### Emendas constitucionais de 2004
As emendas constitucionais de 2004 também são erroneamente conhecidas como Constituição da Ucrânia de 2004. No entanto, as seguintes emendas foram adotadas processualmente como emendas e não como constituição, o que exige aprovação por maioria de dois terços do Parlamento.
Nos termos do artigo 83 da Constituição da Ucrânia, uma coligação governamental deve ser formada por facções (e não por indivíduos) que representem a maioria do parlamento, uma "coligação de facções parlamentares" (em ucraniano:  Коаліція парламентських партій). Uma lei de Fevereiro de 2010 sobre os regulamentos do parlamento exige uma decisão das facções e 226 assinaturas dos membros do parlamento. Em 1º de outubro de 2010, o Tribunal Constitucional da Ucrânia declarou ilegais as alterações constitucionais de 2004, abolindo assim o princípio da criação de coligações no parlamento. Em 21 de fevereiro de 2014, o parlamento aprovou uma lei que restabeleceu as alterações constitucionais de 2004. Três dias depois, também revogaram os poderes de cinco juízes do Tribunal Constitucional da Ucrânia, nomeados a partir da quota do parlamento, por violação do seu juramento.

## Outros Escritórios Centrais (Agências) da Autoridade Executiva

### Agências estaduais presidenciais
- Comitê Antimonopólio
- Fundo de Propriedade do Estado
- Comitê Estadual de Televisão e Radiodifusão
- Administração do Serviço de Comunicações Especiais do Estado
- Agência Nacional de Prevenção da Corrupção
- Agência Nacional da Ucrânia para a Função Pública
- Agência Espacial Estadual
- Inspeção Estadual de Regulamentação Nuclear
- Serviço Regulatório Estadual

### Escritórios centrais separados (agências) da Autoridade Executiva
- Comissão Eleitoral Central
- Conselho Nacional de Televisão e Radiodifusão
- Procurador-Geral da República
- Banco Nacional

### Comissões nacionais (agências reguladoras)
- Comissão Nacional de Regulação Estatal de Energia e Serviços Públicos
- Comissão Nacional de Regulação Estatal da Comunicação e Informatização
- Comissão Nacional de Regulação Estatal dos Mercados de Serviços Financeiros
- Comissão Nacional de Valores Mobiliários e Mercado de Capitais

### Órgãos consultivos
- Gabinete de Entrega de Reformas

## Imprensa governamental
- Uryadovy Kuryer (correio do governo)
- Ukrinform

## Assembleias executivas anteriores (históricas)
- Conselho dos Comissários do Povo (1919–46), restabeleceu o governo bolchevique
- Conselho de Ministros da RSS da Ucrânia (1946–91) (Lei da RSS da Ucrânia "Sobre o Conselho de Ministros da RSS da Ucrânia", 1978)
  - Lista de Ministérios e Comitês Estaduais em 1990 de acordo com a Declaração de soberania do estado

### Governos alternativos
- Secretariado Geral (1917–18), governo estabelecido pelo Conselho Central da Ucrânia e aprovado pelo governo da República Russa como sua representação regional
- Secretariado do Povo (1917–18), governo estabelecido pelos bolcheviques
- Conselho de Ministros do Povo (1918–21), governo independente da Ucrânia ( República Popular da Ucrânia )

### Ministérios antigos e originalmente estabelecidos
- Ministério do Interior
- Ministério das Finanças
- Ministério das Nacionalidades (posteriormente Relações Exteriores)
  - Subministério de Assuntos Judaicos
  - Subministério dos Assuntos Poloneses
  - Subministério dos Grandes Assuntos Russos
- Ministério dos Assuntos Agrários
- Ministério da Educação
- Ministério dos Assuntos Militares
- Ministério dos Assuntos Navais
- Ministério do Abastecimento Alimentar
- Ministério dos Correios e Telégrafos
- Ministério do Comércio e Indústria
- Ministério do Trabalho
- Ministério da Justiça
- Ministério das Ferrovias